# M2 Browning
.50 M2 Browning är en amerikansk luftkyld tung kulspruta i kaliber 12,7 mm (0,50 tum) som fungerar enligt principen kort piprekyl. Vapnet använder i urval patronen 12,7 × 99 mm NATO (.50 BMG i USA), till vilken det finns flera av olika typer av projektiler. Eld kan avges både patronvis eller automatiskt.
Vapnet konstruerades av John Moses Browning i slutet av 1910-talet och är i grunden en förstoring av hans tidigare kulspruta Browning M1919. Vapnets ursprungliga användning var som beväpning i stridsflygplan och typen har kommit att monterats i hundratals olika amerikanska stridsflygplansmodeller.
Förutom inhemsk produktion har M2 Browning licenstillverkats av flera olika fabrikanter världen runt, till exempel Fabrique Nationale i Belgien och Bofors i Sverige.

## Varianter
Varianter i urval

### Markvarianter
.50 M2HB
Full beteckning: Browning Machine gun, Caliber .50, M2, Heavy barrel (svenska: Kulspruta, Kaliber 12,7, Browning, M2, Tungt eldrör)
Markbunden variant. 400-550 skott per minut och lång tjock pipa med kort ventilationskåpa. (Alternativa beteckningar: Caliber .50 Machine gun, Browning, M2, Heavy barrel, bland annat) Finns i undervarianter.
.50 M2A1
Full beteckning: Browning Machine gun, Caliber .50, M2A1 (svenska: Browning Kulspruta, Kaliber 12,7, M2A1)
Markbunden variant. 400-550 skott per minut och lång tjock pipa med kort ventilationskåpa. Skiljer sig från M2HB i att pipan snabbt går att bytas ut vid överhettning (quick change barrel: QCB). Finns i undervarianter.

### Luftburna varianter
.50 AN-M2
Full beteckning: Basic aicraft machine gun, Caliber .50, Army, Navy, M2 (svenska: Grundläggande flygplanskulspruta kaliber 12,7, Arme, Flotta, M2)
Flygburen variant. 600-800 skott per minut och kort pipa. Namnet AN-M2 används även för andra vapen: 7,62 mm AN-M2, 20 mm AN-M2.
.50 AN-M3
Full beteckning: Basic aicraft machine gun, Caliber .50, Army, Navy, M3 (svenska: Grundläggande flygplanskulspruta kaliber 12,7, Arme, Flotta, M3)
Flygburen variant. 1200 skott per minut och kort pipa. Namnet AN-M3 används även för andra vapen: 20 mm AN-M2.

### Vidareutvecklingar
13,2 mm FN Browning
Full beteckning: Mitrailleuse d'avion Browning - F.N. Calibre 13,2 mm (svenska: Flygplanskulspruta Browning - F.N. Kaliber 13,2 mm)
Flygburen variant. 1080 skott per minut och kort pipa. Raffinerad konstruktion. Patron ändrad till 13,2 × 99 mm Hotchkiss.
VKT 12,70 LKk/42
Full beteckning: VKT 12,70 mm LentoKonekivääri m/42 (svenska: VKT 12,7 mm Luftkulspruta m/42)
Flygburen variant. 1100 skott per minut och kort pipa. Utvecklad från 13,2 mm FN Browning. Patron ändrad till 12,7 × 99 mm NATO.

## Användning i Sverige

### 13,2 mm automatkanon m/39

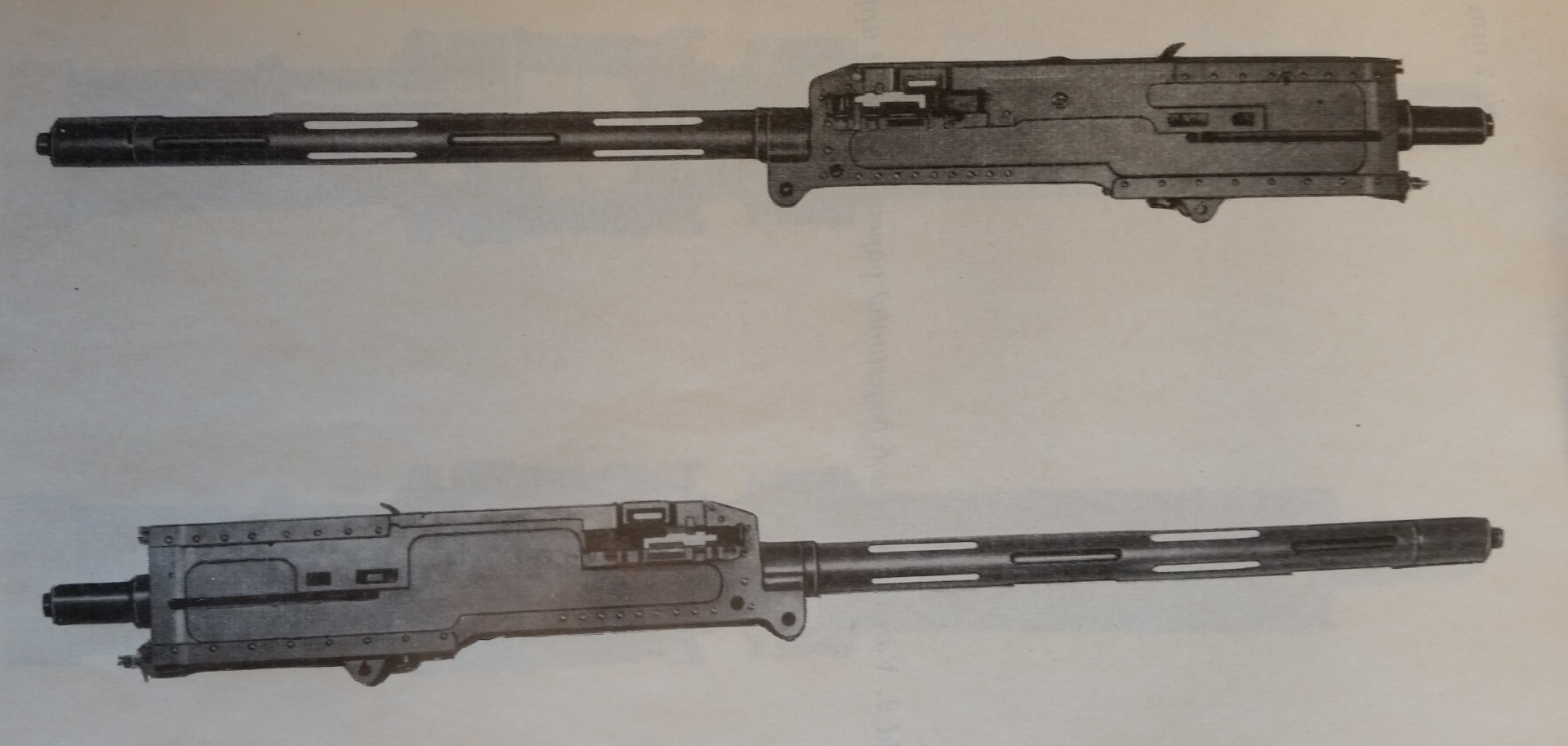
13,2 mm akan m/39

M2 Browning-konstruktionen kom till Sverige år 1939 då det svenska flygvapnet inskaffade FN Herstals vidareutvecklade version av vapnet 13,2 mm FN Browning. Vapnet betecknades 13,2 mm automatkanon m/39, kort 13,2 mm akan m/39, och kom att se användning som flygplansbeväpning på diverse olika stridsflygplan i det svenska flygvapnet under andra världskriget.

### 12,7 mm automatkanon m/45

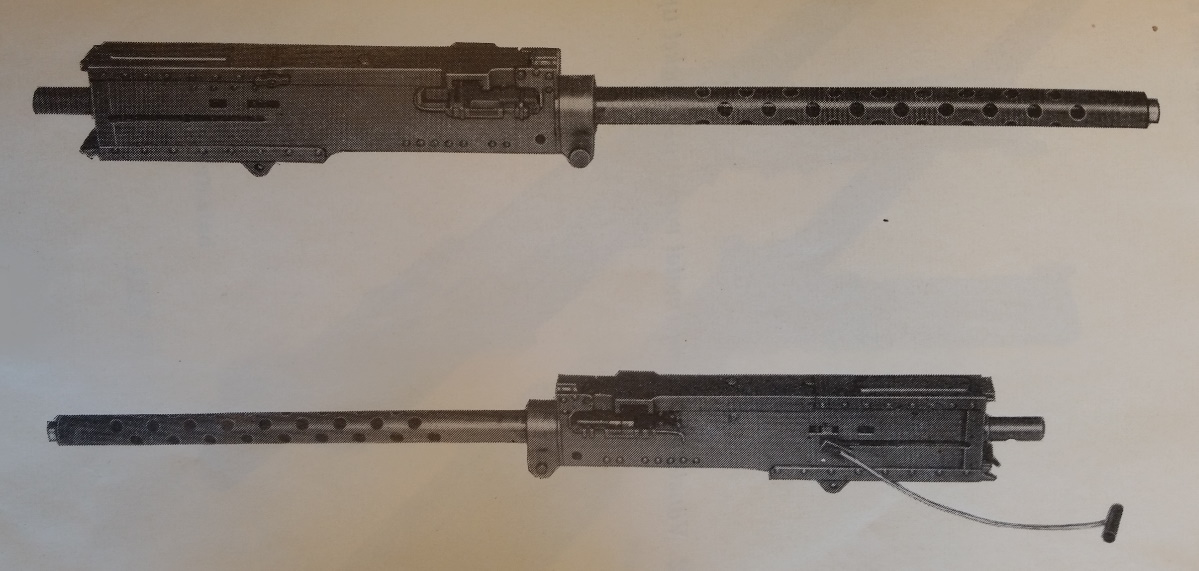
12,7 mm akan m/45

År 1944 införskaffades ytterligare en version av M2 Browning-konstruktionen till det svenska flygvapnet, nämligen amerikanska .50 AN-M2. Detta var ett resultat av att det svenska flygvapnet valde att köpa in fyra stycken P-51 Mustang som nödlandat i Sverige 1944. P-51 Mustangerna var beväpnade med 4-6 stycken .50 AN-M2-kulsprutor. Det följande året anskaffades fler P-51 Mustang, sedan betecknad J 26, varav .50 AN-M2 antogs med beteckningen 12,7 mm automatkanon m/45, kort 12,7 mm akan m/45, (ej att förväxla med 20 mm automatkanon m/45).
Patronen .50 BMG som användes i .50 AN-M2 fick i Sverige beteckningen 12,7 mm skarp patron m/45, kort 12,7 mm sk ptr m/45, och inskaffades med flera typer av projektiler. En projektiltyp, 12,7 mm granat m/45 och m/45 X "spårljus", utvecklades i Sverige och var utformade med sprängbrandsats och stålkärna (därav det nerkortade namnet "granat"). Denna projektil kom även att exporteras till Dominikanska republiken i och med deras köp av J 26 Mustang.
12,7 mm akan m/45 användes fram tills början av 1950-talet då J 26 togs ur tjänst och såldes vidare till Israel och Dominikanska republiken. De flesta av vapnen följde med de J 26 som såldes vidare.

### 12,7 mm automatkanon m/39
Efter andra världskriget fanns det massvis med 12,7 mm överskottsammunition i USA och i Europa, varvid denna började säljas av till mycket låga priser. Detta gjorde att det svenska flygvapnet runt decennieskiftet 1950 valde att modifiera existerande 13,2 mm akan m/39 med nya eldrör för att skjuta patronen 12,7 mm skarp patron m/45. Dessa vapen betecknades 12,7 mm automatkanon m/39, kort 12,7 mm akan m/39, och kom att användas som stridsbeväpning fram tills 1958, då deras sista stridsplattformar, T 18B och A 21R, togs ur tjänst. 
Efter 1958 relegerades vapnet till övningsbeväpning på modernare stridsflygplan. Vapnen kunde genom tillägg monteras i samma lavetter som de 20 mm och 30 mm vapen som användes på flygplan som J 29 Tunnan och J 35 Draken. När FFV 30 mm akankapsel utvecklades för Sk 60 och AJ 37 Viggen gjordes även denna kapabel att bära 12,7 mm akan m/39 i övningssyfte.
12,7 mm akan m/39 finns listade i ammunitionskataloger fram tills cirka 2001 och lär ha tagits ur tjänst 2005 i samband med skrotningen av System 37 Viggen.

### 12,7 mm kulspruta 88 (Tung kulspruta 12,7 mm)

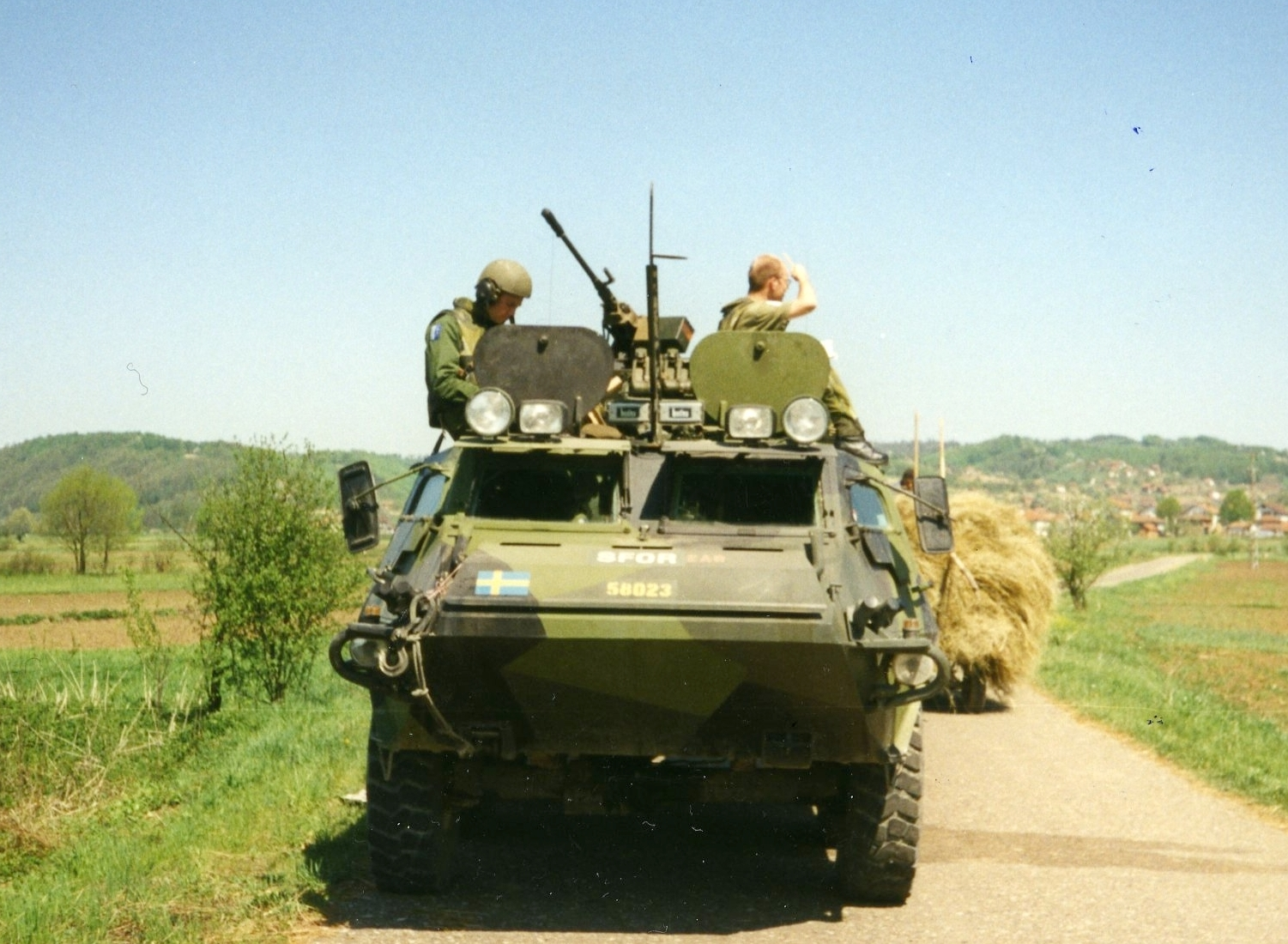
Tksp 12,7 på en Pansarterrängbil 180 i Bosnien.

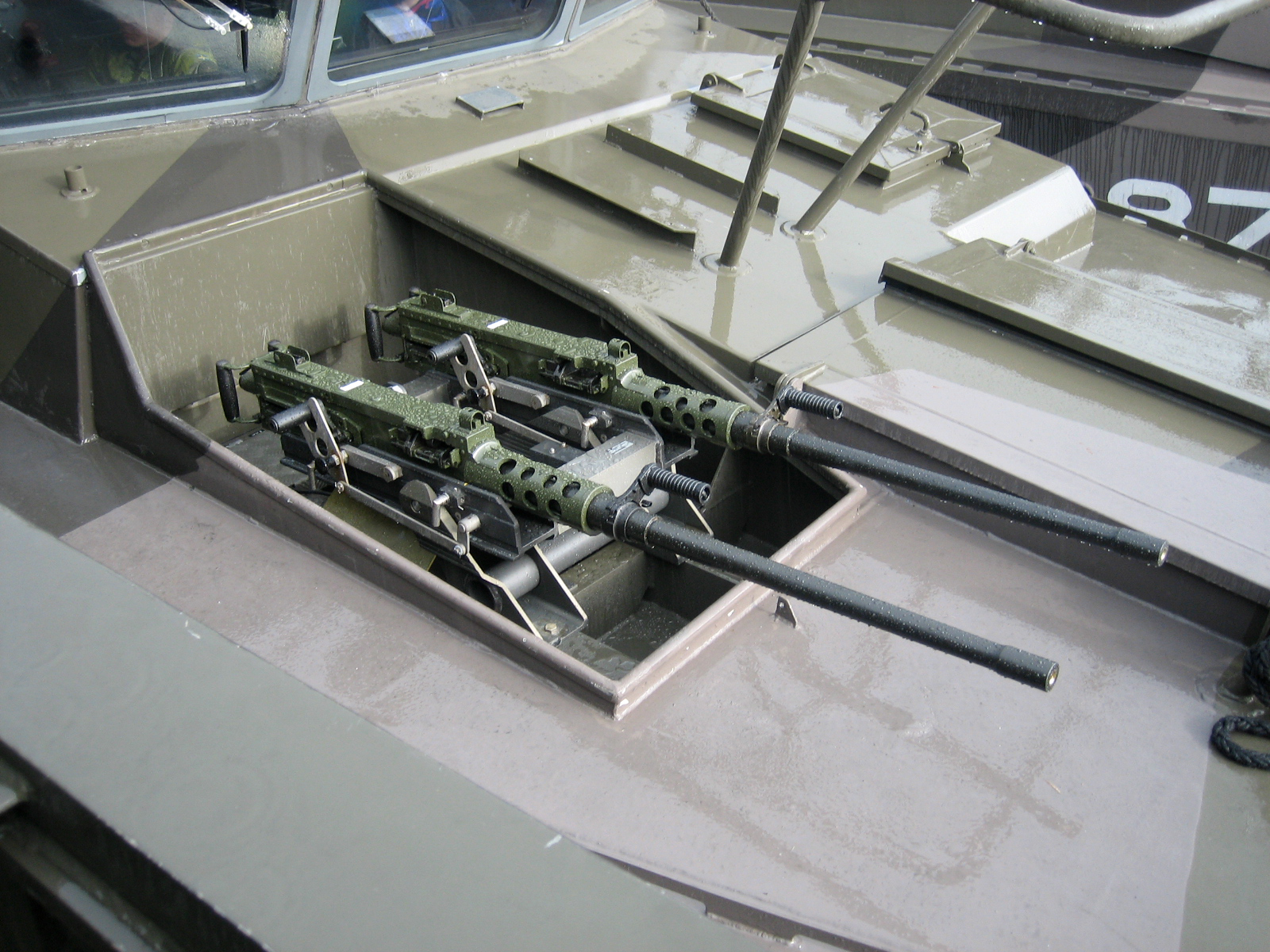
12,7 mm ksp 88 i fast lavettage på fören av en Stridsbåt 90H. Notera eldrörets handtag för snabbt pipbyte.

Under december 1987 utprovade Svenska Försvarsmakten den finska pansarterrängbilen XA-180, vartefter man i januari 1988 valde att anskaffa detta fordon, sedan betecknad Pansarterrängbil 180. Vid anskaffningen planerade man att beväpna fordonen med en 12,7 mm tung kulspruta av modellen FN M2 HB QCB från FN Herstal, vilka bland annat skulle byggas på licens i Sverige av Bofors.
Pansarterrängbil 180 levererades under april/maj 1988 men kom ursprungligen att beväpnas med kulspruta 58 då de tunga kulsprutorna först levererades i mars 1989. I Sverige betecknades FN M2 HB QCB som Tung kulspruta 12,7 mm, kort Tksp 12,7, vilket senare i modern tid (mellan 2001 och 2012) ändrades till 12,7 mm kulspruta 88, kort 12,7 mm ksp 88.
Idag används ksp 88 bland annat som tungt understödsvapen av Amfibiekåren, motoriserade förband och minröjningstrupper på diverse fordon.
450 stycken ksp 88 fanns i försvaret 2013 och var då primärt utdelade till 150 stridsbåt 90H. Trots sina begränsade antal finns vapnet även tillgängligt för Bandvagn 410, Pansarterrängbil 203, Pansarterrängbil 360, Terrängbil 16 Galten, Artillerisystem 08, med flera, och tilldelas dessa i okända antal.
Ksp 88 monteras i olika konfigurationer beroende på fordon. Stridsbåt 90H till exempel är utrustad med tre stycken ksp 88, två fast monterade i fören och en i rörlig tornkrans på mellandäck. Vissa fordon bär vapnet i fjärrstyrd vapenstation, såsom Vapenstation 01 hos pansarterrängbil 360 eller vapenstation 02 hos stridsbåt 90HSM (Helge Skyddad Moderniserad).

#### Teknisk beskrivning av 12,7 mm ksp 88
12,7 mm ksp 88 är försedd med lång tung pipa med kort ventilationskåpa, vilken snabbt kan bytas ut genom att vrida pipan ett åttondels varv åt höger via ett på pipans ovansida monterat handtag vid ventilationskåpans slut. Denna funktion kallas snabbytespipa och ska utföras varje gång vapnet avfyrat 180 skott i snabb följd för att inte överhetta pipan. Varje vapen kommer med två snabbytespipor.
Vid montering i lavett (både marklavett och ringlavett på fordon) finns en rekyldämpare, simpelt betecknad Rekyldämpare Tksp, tillgänglig. Rekyldämparen reducerar rekylen av vapnet med ca 80%, vilket ökar träffsäkerheten markant. Vid elevationer över 15 grader behöver ksp 88 monteras utan rekyldämpare för att inte få några funktionsstörningar. Som riktmedel i lavett finns, förutom ett fast monterad öppet sikte, ett spegelreflexsikte tillgängligt. Siktet är graderat för både luftmål och markmål men saknar förstoring. Detta tillåter dock att man kan titta genom det med båda ögonen. 
Förutom lavett kan ksp 88 även monteras i vapenstation, ett fjärrstyrt kulsprutetorn som styrs inifrån ett fordon via en digital skärm och kontroll. I Sverige finns 3 kända vapenstationer: Vapenstation 90 (Lemur från Bofors), Vapenstation 01 (Protector Nordic från norska Kongsberg) och Vapenstation 02 (Trackfire från Saab AB).

### 12,7 mm kulspruta 60
Vid anskaffningen av norska Vapenstation 01 inskaffades 300 exemplar av systemet för ksp 88, många fler än vad ksp 88 räckte till. På grund av detta byttes och köptes 400 stycken 12,7 mm M2HB från Norge (200 inbytt, 200 inköpt) runt 2013. Dessa betecknas 12,7 mm kulspruta 60, kort 12,7 mm ksp 60, och ska primärt användas på Vapenstation 01.

## Ammunition
Modern ammunition.
- Normalprojektil (NPRJ)
- Spårljusprojektil (SLPRJ)
- Spårljusbrandsprängprojektil (SLBRSPRJ)
- Pansarbrandprojektil (PBRANDPRJ)
- Brandprojektil (BRPRJ)

## Användare
M2-familjen har använts i stor omfattning i ett flertal länder, främst i dess grundläggande infanterikonfiguration. En kort lista över beteckningar för M2-familjen följer:
| Land                          | NATO-medlem | Beteckning                                                                                                  | Beskrivning |
| ----------------------------- | ----------- | --- | --- |
| Argentina                     | Nej         | M2HB | 12,7 × 99 mm Browning M2HB-kulspruta (M2 Heavy-Barrel) |
| Australien                    | Nej         | M2HB-QCB | 12,7 × 99 mm Browning M2HB-kulspruta (M2 Heavy-Barrel) |
| Österrike                     | Nej         | üsMG M2 | 12,7 × 99 mm Browning M2HB-kulspruta (M2 Heavy-Barrel) |
| Bahrain(p77)                  | Nej         | | 12,7 × 99 mm Browning M2HB-kulspruta (M2 Heavy-Barrel) |
| Belgien                       | Ja          | | 12,7 × 99 mm Browning M2HB-kulspruta (M2 Heavy-Barrel) |
| Benin                         | Nej         | | 12,7 × 99 mm Browning M2HB-kulspruta (M2 Heavy-Barrel) |
| Bolivia                       | Nej         | | 12,7 × 99 mm Browning M2HB-kulspruta (M2 Heavy-Barrel) |
| Brasilien                     | Nej         | Mtr .50 M2 HB "BROWNING"                                                                                    | 12,7 × 99 mm Browning M2HB-kulspruta (M2 Heavy-Barrel) |
| Bulgarien                     | Ja          | | 12,7 × 99 mm Browning M2HB-kulspruta (M2 Heavy-Barrel) |
| Burkina Faso                  | Nej         | | 12,7 × 99 mm Browning M2HB-kulspruta (M2 Heavy-Barrel) |
| Burundi                       | Nej         | | 12,7 × 99 mm Browning M2HB-kulspruta (M2 Heavy-Barrel) |
| Kamerun                       | Nej         | | 12,7 × 99 mm Browning M2HB-kulspruta (M2 Heavy-Barrel) |
| Kanada                        | Ja          | FN M2HB-QCB, GAU-21                                                                                         | 12,7 × 99 mm Browning M2HB-kulspruta (M2 Heavy-Barrel) |
| Tchad                         | Nej         | | 12,7 × 99 mm Browning M2HB-kulspruta (M2 Heavy-Barrel) |
| Chile                         | Nej         | | 12,7 × 99 mm Browning M2HB-kulspruta (M2 Heavy-Barrel) |
| Kina                          | Nej         | | 12,7 × 99 mm Browning M2HB-kulspruta (M2 Heavy-Barrel) |
| Colombia                      | Nej         | | 12,7 × 99 mm Browning M2HB-kulspruta (M2 Heavy-Barrel) |
| Elfenbenskusten               | Nej         | | 12,7 × 99 mm Browning M2HB-kulspruta (M2 Heavy-Barrel) |
| Kroatien                      | Ja          | | 12,7 × 99 mm Browning M2HB-kulspruta (M2 Heavy-Barrel) |
| Demokratiska republiken Kongo | Nej         | | 12,7 × 99 mm Browning M2HB-kulspruta (M2 Heavy-Barrel) |
| Danmark                       | Ja          | M/50 TMG | 12,7 × 99 mm Browning M2HB-kulspruta (M2 Heavy-Barrel) |
| Danmark                       | Ja          | ? | 12,7 × 99 mm FNH M3M-kulspruta |
| Djibouti                      | Nej         | | 12.7 × 99 mm Browning M2HB-kulspruta (M2 Heavy-Barrel) |
| Dominikanska republiken       | Nej         | | 12.7 × 99 mm Browning M2HB-kulspruta (M2 Heavy-Barrel) |
| Ecuador                       | Nej         | | 12.7 × 99 mm Browning M2HB-kulspruta (M2 Heavy-Barrel) |
| Egypten                       | Nej         | | 12.7 × 99 mm Browning M2HB-kulspruta (M2 Heavy-Barrel) |
| El Salvador                   | Nej         | | 12.7 × 99 mm Browning M2HB-kulspruta (M2 Heavy-Barrel) |
| Etiopien                      | Nej         | | 12.7 × 99 mm Browning M2HB-kulspruta (M2 Heavy-Barrel) |
| Frankrike                     | Ja          | | 12.7 × 99 mm Browning M2HB-kulspruta (M2 Heavy-Barrel) |
| Finland                       | Ja          | Colt MG 53-2                                                                                                | 12,7 × 99 mm AN-M2 Colt |
| Finland                       | Ja          | 12,7 RSKK 2005                                                                                              | 12,7 × 99 mm Browning M2HB-kulspruta (M2 Heavy-Barrel) |
| Gabon                         | Nej         | | 12,7 × 99 mm Browning M2HB-kulspruta (M2 Heavy-Barrel) |
| Gambia                        | Nej         | | 12,7 × 99 mm Browning M2HB-kulspruta (M2 Heavy-Barrel) |
| Ghana                         | Nej         | | 12,7 × 99 mm Browning M2HB-kulspruta (M2 Heavy-Barrel) |
| Tyskland                      | Ja          | M3M, MG50                                                                                                   | 12,7 × 99 mm Browning M2HB-kulspruta (M2 Heavy-Barrel) |
| Grekland                      | Ja          | | 12,7 × 99 mm Browning M2HB-kulspruta (M2 Heavy-Barrel) |
| Guatemala                     | Nej         | | 12,7 × 99 mm Browning M2HB-kulspruta (M2 Heavy-Barrel) |
| Honduras                      | Nej         | | 12,7 × 99 mm Browning M2HB-kulspruta (M2 Heavy-Barrel) |
| Indien                        | Nej         | | 12,7 × 99 mm Browning M2HB-kulspruta (M2 Heavy-Barrel) |
| Indonesien                    | Nej         | | 12,7 × 99 mm Browning M2HB-kulspruta (M2 Heavy-Barrel) |
| Iran                          | Nej         | | 12,7 × 99 mm Browning M2HB-kulspruta (M2 Heavy-Barrel) |
| Irland                        | Nej         | .5 tung kulspruta (tksp)                                                                                    | 12,7 × 99 mm Browning M2HB-kulspruta (M2 Heavy-Barrel) |
| Israel                        | Nej         | | 12,7 × 99 mm Browning M2HB-kulspruta (M2 Heavy-Barrel) |
| Italien                       | Ja          | | 12,7 × 99 mm Browning M2HB-kulspruta (M2 Heavy-Barrel) |
| Jamaica                       | Nej         | | 12,7 × 99 mm Browning M2HB-kulspruta (M2 Heavy-Barrel) |
| Japan                         | Nej         | 12,7 mm tung kulspruta M2                                                                                   | 12,7 × 99 mm Browning M2HB-kulspruta (M2 Heavy-Barrel) |
| Jordanien                     | Nej         | | 12,7 × 99 mm Browning M2HB-kulspruta (M2 Heavy-Barrel) |
| Sydkorea                      | Nej         | K6 | 12,7 × 99 mm Browning M2HB med ytterligare modifieringar; licensierad av Daewoo Precision Industries |
| Kuwait                        | Nej         | | 12,7 × 99 mm Browning M2HB-kulspruta (M2 Heavy-Barrel) |
| Libanon                       | Nej         | | 12,7 × 99 mm Browning M2HB-kulspruta (M2 Heavy-Barrel) |
| Liberia                       | Nej         | | 12,7 × 99 mm Browning M2HB-kulspruta (M2 Heavy-Barrel) |
| Litauen                       | Ja          | | 12,7 × 99 mm Browning M2HB-kulspruta (M2 Heavy-Barrel) |
| Luxemburg                     | Ja          | Mitrailleuse .50 M2 HB                                                                                      | 12,7 × 99 mm Browning M2HB-kulspruta (M2 Heavy-Barrel) |
| Madagaskar                    | Nej         | | 12,7 × 99 mm Browning M2HB-kulspruta (M2 Heavy-Barrel) |
| Malaysia                      | Nej         | | 12,7 × 99 mm Browning M2HB-kulspruta (M2 Heavy-Barrel) |
| Mauretanien                   | Nej         | | 12,7 × 99 mm Browning M2HB-kulspruta (M2 Heavy-Barrel) |
| Mexiko                        | Nej         | | 12,7 × 99 mm Browning M2HB-kulspruta (M2 Heavy-Barrel) |
| Marocko                       | Nej         | | 12,7 × 99 mm Browning M2HB-kulspruta (M2 Heavy-Barrel) |
| Myanmar                       | Nej         | | 12,7 × 99 mm Browning M2HB-kulspruta (M2 Heavy-Barrel) |
| Nederländerna                 | Ja          | | 12,7 × 99 mm Browning M2HB-kulspruta (M2 Heavy-Barrel) |
| Nya Zeeland                   | Nej         | | 12,7 × 99 mm Browning M2HB-kulspruta (M2 Heavy-Barrel) |
| Nicaragua                     | Nej         | | 12,7 × 99 mm Browning M2HB-kulspruta (M2 Heavy-Barrel) |
| Niger                         | Nej         | | 12,7 × 99 mm Browning M2HB-kulspruta (M2 Heavy-Barrel) |
| Nigeria                       | Nej         | | 12,7 × 99 mm Browning M2HB-kulspruta (M2 Heavy-Barrel) |
| Norge                         | Ja          | 12,7 mitraljøse                                                                                             | 12,7 × 99 mm Browning M2HB-kulspruta (M2 Heavy-Barrel) |
| Oman                          | Nej         | | 12,7 × 99 mm Browning M2HB-kulspruta (M2 Heavy-Barrel) |
| Pakistan                      | Nej         | | 12,7 × 99 mm Browning M2HB-kulspruta (M2 Heavy-Barrel) |
| Panama                        | Nej         | | 12,7 × 99 mm Browning M2HB-kulspruta (M2 Heavy-Barrel) |
| Paraguay                      | Nej         | | 12,7 × 99 mm Browning M2HB-kulspruta (M2 Heavy-Barrel) |
| Peru                          | Nej         | | 12,7 × 99 mm Browning M2HB-kulspruta (M2 Heavy-Barrel) |
| Filippinerna                  | Nej         | | 12,7 × 99 mm Browning M2HB-kulspruta (M2 Heavy-Barrel) |
| Portugal                      | Ja          | | 12,7 × 99 mm Browning M2HB-kulspruta (M2 Heavy-Barrel) |
| Qatar                         | Nej         | | 12,7 × 99 mm Browning M2HB-kulspruta (M2 Heavy-Barrel) |
| Rumänien                      | Ja          | | 12,7 × 99 mm Browning M2HB-kulspruta (M2 Heavy-Barrel) |
| Rwanda                        | Nej         | | 12,7 × 99 mm Browning M2HB-kulspruta (M2 Heavy-Barrel) |
| Saudiarabien                  | Nej         | | 12,7 × 99 mm Browning M2HB-kulspruta (M2 Heavy-Barrel) |
| Senegal                       | Nej         | | 12,7 × 99 mm Browning M2HB-kulspruta (M2 Heavy-Barrel) |
| Serbien                       | Nej         | | 12,7 × 99 mm Browning M2HB-kulspruta (M2 Heavy-Barrel) |
| Singapore                     | Nej         | | 12,7 × 99 mm Browning M2HB-kulspruta (M2 Heavy-Barrel) |
| Somalia                       | Nej         | | 12,7 × 99 mm Browning M2HB-kulspruta (M2 Heavy-Barrel) |
| Sydafrika                     | Nej         | | 12,7 × 99 mm Browning M2HB-kulspruta (M2 Heavy-Barrel) |
| Spanien                       | Ja          | | 12,7 × 99 mm Browning M2HB-kulspruta (M2 Heavy-Barrel) |
| Sverige                       | Ja          | 13,2 mm automatkanon m/39 (m/39A) (13,2 mm akan m/45) 12,7 mm automatkanon m/39 (m/39A) (12,7 mm akan m/45) | 13,2 × 99 mm FN Browning (m/39: FN Herstal, m/39A LM Ericsson)Belgisk raffinerad flygplansversion i kaliber 13,2 mm. 12,7 × 99 mm FN Browning (m/39: FN Herstal, m/39A LM Ericsson) 13,2 mm akan m/39 ombyggd till kaliber 12,7 mm. |
| Sverige                       | Ja          | 12,7 mm automatkanon m/45 (12,7 mm akan m/45)                                                               | 12,7 × 99 mm AN-M2 Colt Inte att förväxlas med 20 mm automatkanon m/45 |
| Sverige                       | Ja          | 12,7 mm kulspruta 88 (12,7 mm ksp 88)                                                                       | 12,7 × 99 mm Browning FN M2 HB QCB Tidigare nämnd Tung kulspruta 12,7 mm (Tksp 12,7) |
| Sverige                       | Ja          | 12,7 mm kulspruta 60 (12,7 mm ksp 60)                                                                       | 12,7 × 99 mm Browning M2HB |
| Schweiz                       | Nej         | | 12,7 × 99 mm Browning M2HB-kulspruta (M2 Heavy-Barrel) |
| Thailand                      | Nej         | | 12,7 × 99 mm Browning M2HB-kulspruta (M2 Heavy-Barrel) |
| Togo                          | Nej         | | 12,7 × 99 mm Browning M2HB-kulspruta (M2 Heavy-Barrel) |
| Tonga                         | Nej         | | 12,7 × 99 mm Browning M2HB-kulspruta (M2 Heavy-Barrel) |
| Tunisien                      | Nej         | | 12,7 × 99 mm Browning M2HB-kulspruta (M2 Heavy-Barrel) |
| Turkiet                       | Ja          | | 12,7 × 99 mm Browning M2HB-kulspruta (M2 Heavy-Barrel) |
| Förenade Arabemiraten         | Nej         | | 12,7 × 99 mm Browning M2HB-kulspruta (M2 Heavy-Barrel) |
| Storbritannien                | Ja          | L2A1 | 12,7 × 99 mm Browning M2HB-kulspruta (M2 Heavy-Barrel) |
| Storbritannien                | Ja          | L6, L6A1 | 12,7 × 99 mm Browning M2HB-kulspruta (M2 Heavy-Barrel); avståndsmätarkulspruta för L7 105 mm-stridsvagnskanonen på stridsvagn Centurion                                                                                             |
| Storbritannien                | Ja          | L11, L11A1                                                                                                  | 12,7 × 99 mm Browning M2HB-kulspruta (M2 Heavy-Barrel); avståndsmätarkulspruta |
| Storbritannien                | Ja          | L21A1 | 12,7 × 99 mm Browning M2HB-kulspruta (M2 Heavy-Barrel); avståndsmätarkulspruta för L11 120 mm stridsvagnskanonen på stridsvagn Chieftain                                                                                            |
| Storbritannien                | Ja          | L111A1 | 12,7 × 99 mm M2QCB-kulspruta |
| Storbritannien                | Ja          | M3M | 12,7 × 99 mm Browning M2HB-kulspruta (M2 Heavy-Barrel); Uppgraderad M2 för användning vid Commando Helicopter Force och andra enheter som dörrkulspruta på helikoptrar.                                                             |
| USA                           | Ja          | Browning Caliber .50 M2, M2HB, XM218/GAU-16, GAU-21                                                         | Browning Caliber .50 M2 Heavy Barrel-kulspruta |
| Uruguay                       | Nej         | | 12,7 × 99 mm Browning M2HB-kulspruta (M2 Heavy-Barrel) |
| Venezuela                     | Nej         | | 12,7 × 99 mm Browning M2HB-kulspruta (M2 Heavy-Barrel) |
| Zimbabwe                      | Nej         | | 12,7 × 99 mm Browning M2HB-kulspruta (M2 Heavy-Barrel) |

## Krig
- Andra världskriget
- Koreakriget
- Indokinakriget
- Suezkrisen
- Vietnamkriget
- Sexdagarskriget
- Oktoberkriget
- Kambodjanska inbördeskriget
- Kambodjansk-vietnamesiska kriget
- Falklandskriget
- Sydafrikanska gränskriget
- Namibiska självständighetskriget
- Invasionen av Grenada
- USA:s invasion av Panama
- Gulfkriget
- Somaliska inbördeskriget
- Jugoslaviska krigen
- Afghanistan
- Irakkriget
- Rysslands invasion av Ukraina 2022

## Tillverkare

### Nuvarande
- General Dynamics[källa behövs]
- Fabrique Nationale[3]
- U.S. Ordnance[källa behövs]
- Manroy Engineering[källa behövs]

### Tidigare
- Sabre Defence Industries[källa behövs]
- Colt's Patent Fire Arms Company[källa behövs]
- High Standard Company[källa behövs]
- Savage Arms Corporation[källa behövs]
- Buffalo Arms Corporation[källa behövs]
- General Motors Corporation (Frigidaire, AC Spark Plug, Saginaw Steering och Brown-Lipe-Chappin Divisions)[källa behövs]
- Kelsey Hayes Wheel Company[källa behövs]
- Springfield Armory[källa behövs]
- Wayne Pump Company[källa behövs]
- ERMCO[källa behövs]
- Ramo Manufacturing[källa behövs]